# 아르기라스피데스
아르기라스피데스(그리스어: Ἀργυράσπιδες, 복수 Αργυρασπιδαι, 라틴어: Argyraspides)이란 고대 마케도니아와 그 계승 국가에서 운영했던 부대(보병단)이다. 은으로 된 방패 (아니면 철을 갈아 은색으로 만듦)를 썼기 때문에 은방패병단이란 뜻의 아르기라스피데스라는 이름이 붙었다.

## 마케도니아

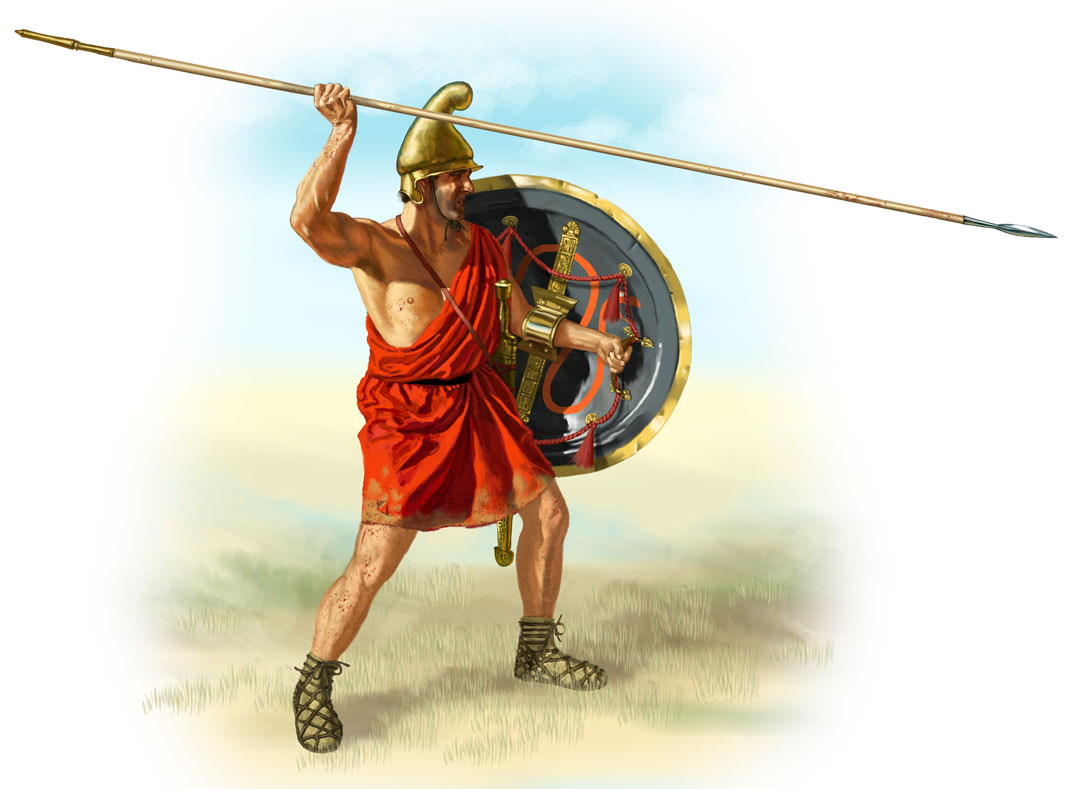
히파스피스타이

보병 정예 3000명으로 구성된 이 부대는 은색의 박판을 친 방패와 흉갑을 갖추고 있었기 때문에 이렇게 불리고 있었다. 그들은 원래는 히파스피스타이라고 불렸던 근위보병 부대였다. 그들은 니카노르의 지휘 하에 있었다. 알렉산드로스 대왕의 인도 원정에서 군의 지휘권의 일부가 페르시아에 갔을 때 기존의 히파스피스트(hypaspist, 보병단)가 ‘아르기라스피데스’이라고 이름을 바꿨다.
알렉산드로스 3세의 사후에 열린 트리파라디소스 회의에서 이 병단은 스시아나의 사트라프 안티게네스와 테우타모스의 지휘 하에 들어갔다. 섭정 폴리페르콘이 선대 섭정 안티파트로스의 아들 카산드로스와 대립했을 때는 폴리페르콘의 명령으로 에우메네스를 따랐다. 당시 아르기라스피데스의 병사의 대부분은 60세 이상이었지만, 여전히 마케도니아군 최강이라고 할 수 있는 힘을 자랑했다. 그들은 파라이타케네 전투, 가비에네 전투의 두 회전에서 안티고노스의 보병 부대를 쫓아버리는 등 마음껏 활약했다.
그러나 가비에네 전투에서 안티고노스에 의해 보급대를 강탈당했고, 이곳에 배치되어 있던 그들의 가족과 재산을 포함한 짐이 안티고노스의 손에 떨어졌다. 그래서 안티게네스 등은 보급대를 인도하는 대가로 에우메네스를 안티고노스에게 넘기고 항복했다. 항복 직후 안티고노스는 아르기라스피데스의 지휘권을 가진 안티게네스를 잡아 살해했다.
아르기라스피데스 병사는 정예이기는 하지만 반항적이어서, 감당하기 힘들다는 것을 깨달은 안티고노스는 그들을 즉시 변방을 수비하라는 명목으로 벽지로 보냈다. 아라코시아 사트라프 시비르티오스에게 보내진 그들은 그곳에서 생애를 마쳤다.

## 셀레우코스 왕조
셀레우코스 왕조도 같은 이름의 부대를 가지고 있었는데, 아르기라스피데스의 수를 항상 10,000으로 유지하였다. 이것은 아케메네스 왕조의 불멸자를 베낀 것으로 봐도 무난하다. 그러나 어떤 역사가들은 그중 5,000명은 로마식 군단병으로 바뀌었다 하였는데, 그 "군단병"들은 실상 그리스 식 전술을 이용하였으며 무장도 그리스식이었다 (단, 카타프락토이처럼 아주 중무장하였을 뿐). 나머지 5,000명은 마케도니아식 밀집 장창보병대로 싸웠다. 리비우스는 그들을 안티오코스 3세의 친위 보병부대라로 언급하고 있다. 그들은 기원전 217년의 라피아 전투에서 프톨레마이오스의 이집트 군대와 전투를 벌였다. (그러나 인원수는 10,000명으로 많다.) 기원전 190년, 마그네시아 전투에도 참가하여 왕의 곁에서 싸웠다. 그러나 기원전 166년 다프네의 퍼레이드 때의 인원수는 과거의 절반인 5,000명이었고, 게다가 폴리비오스에 따르면 로마식으로 무장한 것처럼 보인다고 했다.